# Pantalon prisonnier
 (février 2021).
Si vous disposez d'ouvrages ou d'articles de référence ou si vous connaissez des sites web de qualité traitant du thème abordé ici, merci de compléter l'article en donnant les références utiles à sa vérifiabilité et en les liant à la section « Notes et références ».
 (juin 2021).

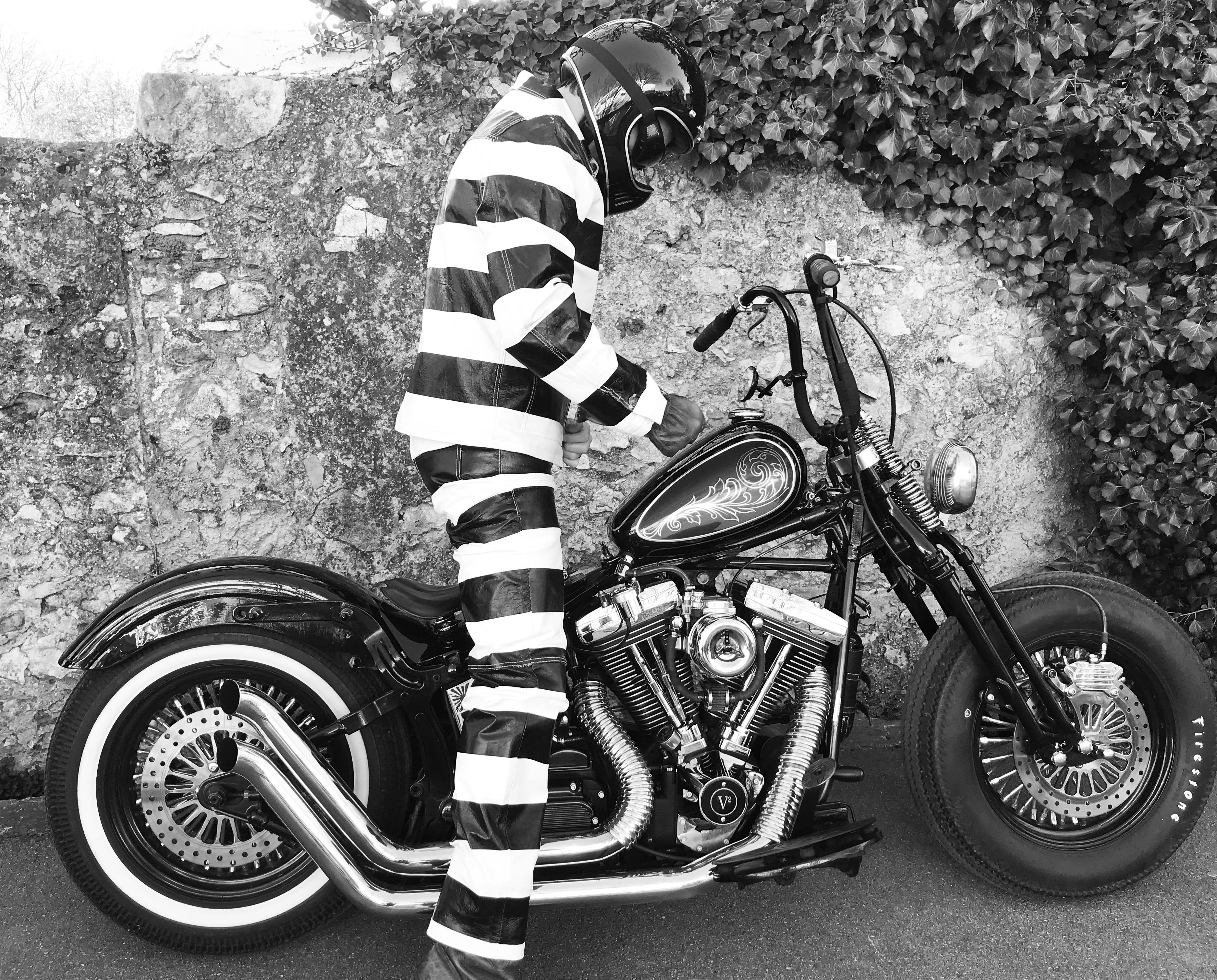
Pantalon-prisonnier basara-style

Le pantalon prisonnier est un vêtement à rayures noires et blanches conçu en tissus jeans épais.

## Historique
Il était à l'origine utilisé dans les prisons pour permettre de repérer aisément son porteur au milieu d'une foule. En effet les rayures noires et blanches permettent de différencier facilement un individu s'enfuyant dans un groupe de personnes.
Il fut adopté par la suite dans les années 1990 par des bikers japonais fans de customs style et de la marque Harley-Davidson.